# 中禪寺老師妖怪講義錄 解謎就交給老師。
《中禪寺老師妖怪講義錄 解謎就交給老師。》是由志水明創作的日本漫畫作品。在講談社的《少年Magazine EDGE》2019年11月號至2023年11月號進行連載。之後休刊，並宣佈轉移到同出版社的《Comic DAYS》繼續連載。2024年10月1日，宣布本作將改編成動畫版，於2025年4月至6月播放。
本作是京極夏彦的系列小說《百鬼夜行系列》的漫畫改編，也是志水的原創故事的外傳作品。直到2018年，都有基於原作的漫畫改編，完結了《鐵鼠之檻》後，開始連載原創故事。該作品被歸類為外傳系列『薔薇十字叢書』的一部分。講述了中禪寺秋彥成為京極堂之前的教師時代的故事。

## 劇情簡介
戰爭結束3年後的昭和23年，日下部栞奈升上了新制高中二年級。有一名學生在夜晚的舊校舍圖書館看到了幽靈，因此感到恐懼，擔心可能會被詛咒而殺害。栞奈聽到這個故事後，為了確認情況而去了一趟，也目睹了相同的幽靈。然而一旦真相揭曉，一切都並非那麼神秘。這一事件傳開後，栞奈因為擊退了幽靈而聞名，從那時起，她經常向中禪寺老師尋求建議，並開始與老師奇異的朋友們建立了聯繫。

## 登場人物
日下部栞奈（Kusakabe Kanna，聲：前田佳織里）
主人公。東京都立美戸川高中二年級的女學生（昭和23年，新制度第二年）。中禪寺秋彥的學生，父親是一名醫生。喜歡閱讀和甜食，最喜歡的書籍是宇多川崇的小說。
因為擊退了圖書室的幽靈，被認為是解決不可思議事件的專家，每當有奇異事件發生時，她都會向中禪寺老師諮詢。透過中禪寺老師，她也認識了榎木津、木場、關口、敦子等人。雖然她經常請中禪寺老師解決在校內外發生的奇怪事件，但由於不想自己成為公眾焦點而被老師勸阻，最終被迫在不知情的情況下被視為擁有「心靈偵探」能力的同學。
作為一名心靈偵探，她有時會變得過於自信，甚至會被中禪寺老師教訓。儘管是主人公，但故事中也有一些沒有她參與的情節。
中禪寺秋彥（Chuuzenji Akihiko，聲：小西克幸）
冷淡的國語老師。在第1話初次登場。
美戶川高中的舊校舍圖書準備室實際上是一個隱藏的房間，先前的老師因不滿戰時的檢查而將有可能被處理的書籍藏起來。在獲得校長許可後，他一直在準備室閱讀書籍，但由於一名學生在夜間目擊到中禪寺，使得準備室的幽靈成為話題。
後來辭去講師職務，開設了古書店「京極堂」。系列的第一部作品《姑獲鳥之夏》發生在昭和27年。

### 系列主要人物
榎木津禮二郎（Enokizu Reijirou，聲：立花慎之介）
左眼戴著眼罩的俊美青年。在兄長經營的爵士俱樂部表演吉他彈奏。在第2話初次登場（紅紙、藍紙事件）。在特別篇中是音樂老師。
關口巽（Sekiguchi Tatsumi，聲：西地修哉）
黏菌研究者，作家，在第2話初次登場，正式登場在第8話（分身事件）。在特別篇中是生物老師。
木場修太郎（Kiba Shuutarou，聲：星野貴紀）
派出所警官。在第5話初次登場（藍色斗篷事件）。在特別篇中是日本史老師。
中禪寺敦子（Chuuzenji Atsuko，聲：降幡愛）
學生，中禪寺秋彥的妹妹。與兄長夫婦一起居住。在第11話初次登場（神隱事件）。
中禪寺千鶴子（Chuuzenji Chizuko，聲：茅野愛衣）
中禪寺秋彥的妻子。在第13話初次登場（神隱事件）。
石榴（Zakuro，聲：森永千才）
金華貓。在第14話初次登場。中禪寺家飼養的貓。
榎木津總一郎（Enokizu Souichirou，聲：宮本充）
實業家。在第16話初次登場（葛籠男事件）。在作品連載的2021年時在原作還是未登場的角色，在漫畫率先登場。
今川雅澄（Imagawa Masasumi）
古董店的代理店主。在第16話初次登場（葛籠男事件）。
伊佐間一成（Isama Kazunari）
在第19話初次登場（海軍時代的回想）。
鳥口守彥（Toriguchi Morihiko）
在第25話初次登場。在赤井書房就職第三個月。不時在咖啡店裡聽到中禪寺和關口的對話。
雪繪（Yukie，聲：佐倉薰）
在第26話初次登場（幽靈宅邸事件）。千鶴子的朋友。和關口巽似乎還沒結婚。
降旗弘（Furuhata Hiromu）
在第30話榎木津和木場的回憶中，学生時代的他登場。
青木文藏（Aoki Bunzou）
警視廳捜査一課警察。木場的後輩。在第33話初次登場（浄火黨事件）。

### 登場人物
阿武（Take-bou）
在第2話初次登場（紅紙、藍紙事件）。男學生。空手道部所屬。
幸子（Sachiko）
在第1話登場。目擊圖書室的幽靈，因而害怕被咒殺。
白石先生（Shiraishi-sensei）
手藝社顧問老師。在第2話初次登場。表面上看似乎很嚴厲，實際上非常關心學生。
竹熊先生（Takekuma-sensei）
空手道部顧問老師。

## 出版書籍
| 卷數 | 講談社         | 講談社                 | 東立出版社    | 東立出版社             |
| 卷數 | 發售日期       | ISBN                   | 發售日期      | ISBN                   |
| ---- | -------------- | ---------------------- | ------------- | ---------------------- |
| 1    | 2020年7月17日  | ISBN 978-4-06-520247-0 | 2021年9月13日 | ISBN 978-957-26-6842-9 |
| 2    | 2020年8月17日  | ISBN 978-4-06-520514-3 | 2023年4月17日 | ISBN 978-957-26-8454-2 |
| 3    | 2021年3月17日  | ISBN 978-4-06-522668-1 |               |                        |
| 4    | 2021年7月15日  | ISBN 978-4-06-524160-8 |               |                        |
| 5    | 2022年2月17日  | ISBN 978-4-06-526848-3 |               |                        |
| 6    | 2022年8月17日  | ISBN 978-4-06-528958-7 |               |                        |
| 7    | 2023年4月17日  | ISBN 978-4-06-531367-1 |               |                        |
| 8    | 2023年10月17日 | ISBN 978-4-06-533359-4 |               |                        |
| 9    | 2024年5月9日   | ISBN 978-4-06-535576-3 |               |                        |
| 10   | 2024年10月8日  | ISBN 978-4-06-537212-8 |               |                        |
| 11   | 2025年3月7日   | ISBN 978-4-06-538737-5 |               |                        |

## 電視動畫
2024年10月宣布改編成為電視動畫。於2025年4月至6月播放。

### 製作人員
- 原作： 京極夏彦、田村半藏、志水明
- 導演：熊野千尋
- 系列構成、劇本：岡篤志
- 角色設計：鈴木政彥
- 音響監督：龜山俊樹
- 音樂：廣川惠一、高田龍一
- 音響製作：Bit grooove promotion
- 音樂製作：波麗佳音
- 動畫製作：100studio（日语：HIKE）

### 主題曲
片頭曲
演唱：HoneyWorks feat. 花譜，作词、作曲、编曲：HoneyWorks、MARUMOCHI
片尾曲
演唱：Sizuk，作詞：Shihori，作曲：俊龍，編曲：ANCHRO

### 各话列表
| 话数   | 标题                       | 剧本     | 分镜                 | 演出                                                   | 作画監督 | 总作画監督 | 首播日期      |
| ------ | -------------------------- | -------- | -------------------- | ------------------------------------------------------ | --- | --- | ------------- |
| 第1话  | 板着一张脸的新讲师         | 冈笃志   | 熊野千寻             | 熊野千寻                                               | 柳田幸平、古泉龙五、丹羽康利、服部益实、宇佐美果步、天草星流、山吉香奈、吉泽实布由、田仲康二                                                      | 鈴木政彥 | 2025年 4月7日 |
| 第2話  | 紅紙 藍紙                  | 冈笃志   | 熊野千寻             | 布施康之                                               | Na Yumin、Le Seong jae、Kim Suho、Song Jinyeong                                                                                                   | 下条愛、山吉香奈、吉澤實布由、木村奈波 | 4月14日       |
| 第3話  | 藍色斗篷男                 |          | 熊野千寻             | 森田多朗                                               | 中尾香奈美、宮田瑞生、grain、BEEP | 吉澤實布由、木村奈波、田仲康二、下条愛 | 4月21日       |
| 第4話  | 盛夏之神的惡作劇           | 岡篤志   | 原惠一               | 熊野千尋                                               | 柳田幸平、吉澤實布由、木村奈波、山崎瞳、松本幸惠、田仲康二、兼村萌惠、山田優衣、下条愛、山吉香奈、周婧                                            | 鈴木政彦 | 4月28日       |
| 第5話  | 分身                       |          | 三浦和也             | 高成喆                                                 | Kim Myeongsim、Jo Sohyeon | 今木宏明、山吉香奈、木村奈波、吉澤實布由、田仲康二、下条愛、山口綾加、兼村萌惠、松本幸惠、柳元繪梨子、匣崎由希、金子菜月、木下真梨子、周婧 | 5月5日        |
| 第6話  | 不可以打開的葛籠           |          | 關野關重             | 村山靖                                                 | 野口智也、橫山隆、池田步、河西睦月、高橋香織、橋本穗高、安藤勘作、LIKAI STUDIO                                                                    | - | 5月12日       |
| 第7話  | 妖貓來訪                   | 岡篤志   | 原惠一               | 佐土原健之                                             | 石井麻衣、小西亞實、Lee Mi Kyung、Sin Su Lyeon、Park Joo Hyun、野上真也                                                                           | 吉澤實布由、木村奈波、松本幸惠、兼村萌惠、柳元繪梨子                                                                                       | 5月19日       |
| 第8話  | 死神的樂譜                 |          | 橫山和基             | 橫山和基、木村海偉                                     | 山吉香奈、田仲康二、兼村萌惠、匣崎由希、下条愛、山口綾加、松本幸惠、木下真梨子、古泉龍五、周婧、寧波麦冬映画、4tune、Song Jinyeong、Kim Myeongsim | 鈴木政彦、吉澤實布由、木村奈波、柳元繪梨子、松本幸惠、田仲康二、下条愛、匣崎由希、山吉香奈                                                 | 5月26日       |
| 第9話  | 幽靈屋的傳聞               | 熊野千尋 | 北林凜太郎、木村佳嗣 | 山道到威、野口智也、松井瑠生、池田步、横山隆、安藤勘作 | - | 6月2日 |               |
| 第10話 | 棕精靈的惡作劇             |          | 原博                 | 布施康之                                               | Na Yumin、Le Seongjae、Kim Suho、Song Jinyeong | 吉澤實布由、木村奈波、柳元繪梨子、田仲康二、下条愛、匣崎由希、山吉香奈、山口綾加、松本幸惠                                                 | 6月9日        |
| 第10話 | 莎樂美的頭顱               |          | 原博                 | 布施康之                                               | Na Yumin、Le Seongjae、Kim Suho、Song Jinyeong | 吉澤實布由、木村奈波、柳元繪梨子、田仲康二、下条愛、匣崎由希、山吉香奈、山口綾加、松本幸惠                                                 | 6月9日        |
| 第11話 | 秋高氣爽少女要大口品嘗美食 | 岡篤志   | 原惠一               | 羽迫凱                                                 | 松本幸惠、下条愛、田仲康二、山吉香奈、山口綾加、古泉龍五、柳田幸平、木下真梨子、柳元繪梨子、松本幸惠、樊如军、王海龙、江永、樊如雷                | 鈴木政彦、吉澤實布由、木村奈波 | 6月16日       |
| 第12話 | 靈異偵探 栞奈              | 岡篤志   | 熊野千尋             | 熊野千尋                                               | 田仲康二、三橋妙子、江影、金承旭、樊如軍、王海龍、江永、樊如雷、grain                                                                             | 鈴木政彥、吉澤實布由、木村奈波、下條愛、山吉香奈、柳元繪梨子、古泉龍五                                                                     | 6月23日       |

### 播映平台
| 播放日期             | 播放時間（UTC+9）  | 播放電視台 | 播放地區 | 備註   |
| -------------------- | ------------------ | ---------- | -------- | ------ |
| 2025年4月7日—6月23日 | 星期一 21:30—22:00 | AT-X       | 日本全域 | CS放送 |
| 2025年4月8日—6月24日 | 星期二 1:30—2:00   | 東京電視台 | 東京都   |        |
| 2025年4月9日—6月25日 | 星期三 00:30—1:00  | BS东视     | 日本全域 | BS放送 |

### BD / DVD
| 卷数 | 发售日期          | 收录话数     | 规格编号   | 规格编号   |
| 卷数 | 发售日期          | 收录话数     | BD         | DVD        |
| ---- | ----------------- | ------------ | ---------- | ---------- |
| 上   | 2025年7月23日     | 第1话—第6话  | PCXP-51167 | PCBP-54691 |
| 下   | 2025年8月27日预定 | 第7话—第12话 | PCXP-51168 | PCBP-54692 |

## 外部連結
- 電視動畫官方網站（日語）
- 官方的X（前Twitter）（日語）